# Chandler Thompson
John Chandler Thompson (Muncie, 2 febbraio 1970) è un ex cestista statunitense.

## Palmarès
- Copa del Rey: 1

Estudiantes Madrid: 2000
- All-ABA First Team (2006)
- ABA All-Playoffs Honorable Mention (2006)